# Путь Леніна (Брянська область)
Путь Леніна (рос. Путь Ленина) — селище в Брянському районі Брянської області Російської Федерації.
Населення становить 11 осіб. Входить до складу муніципального утворення Добрунське сільське поселення.

## Історія
Від 2005 року входить до складу муніципального утворення Добрунське сільське поселення.

## Населення
| 2010 | 2013 |
| ---- | ---- |
| 10   | ↗11  |